# Kupen
Kupen is een bestuurslaag in het regentschap Temanggung van de provincie Midden-Java, Indonesië. Kupen telt 4466 inwoners (volkstelling 2010).